# Batalha da Fronteira Persa
Batalha da Fronteira Persa foi o segundo confronto militar travado na Antiguidade entre os exércitos da Média e da Pérsia. Embora não tenha sido uma vitória decisiva persa, ela assinalou uma marcante diminuição do poder exercido pelos medos no Sudoeste da Ásia. Foi a primeira batalha travada por Cambises I, e a primeira na qual ele participou com seu filho, Ciro, o Grande. O primeiro destes conflitos, que durou por dois dias, foi uma tentativa de libertar a Pérsia, e fez com que as tropas persas recuassem para o sul, onde disputaram uma terceira batalha.
Foi descrita por Nicolau de Damasco - entre outros que também mencionam a Batalha de Hirba - porém não é mencionada por Heródoto. A maior parte dos historiadores que a comentam consideram que Heródoto menciona apenas a primeira e a última das batalhas ocorridas naquela guerra, com base da sua descrição dos fatos. Este conflito fronteiriço teria sido o primeiro grande enfrentamento militar entre as duas potências. Ciro conseguiu escapar do inimigo sem recuar, pondo assim um fim à batalha e prolongando o confronto sem garantir uma vitória completa a Astíages, rei dos medas. A próxima batalha viria a ser o último ato de resistência dos persas, já que sua própria existência passava a ser colocada em jogo com base no resultado da guerra.

## Contexto
Ciro havia recuado à fronteira da província meda visando proteger as fronteiras da Pérsia contra incursões de Astíages. Após a Batalha de Hirba, Astíages invadiu a Pérsia com mais de 1.205.000 homens. A batalha que se seguiu envolveu cavalaria de ambos os lados, e carros de guerra, que teriam sido usados apenas durante este confronto. Apenas uma pequena parte das forças invasoras dos medos participou da batalha, enquanto os persas utilizaram toda a sua cavalaria, incluindo as tropas auxiliares. Astíages tentou convencer Ciro a se render, porém desta vez preferiu não demonstrar misericórdia, mesmo tendo melhores relações com 'Atradates' (variante do nome Mitrídates, utilizado por Heródoto, que Nicolau utiliza erroneamente para se referir a Cambises, pai de Ciro.[carece de fontes?] O nome da cidade que Ciro e seu pai estavam protegendo não foi registrado. Ainda assim, sabe-se que se tratava de uma cidade fronteiriça importante, e que era considerada digna de ser defendida. Quando Astíages se aproximou da cidade, os civis persas estavam prestes a evacuá-la, se necessário. Neste meio tempo, Ciro e Cambises reuniram suas tropas, porém não se sabe exatamente se Ebares (que havia ajudado a conduzir Ciro ao trono) ou Harpago participaram ao seu lado no combate; sabe-se que o Ebares original era um conselheiro de Ciro.